# Clopotiva
Clopotiva is een dorp in de regio Transsylvanië, in het Roemeense district Hunedoara. 
Het dorp was een nederzetting van de Daciërs. In Clopotiva zijn meerdere Romeinse restanten gevonden.
Clopotiva wordt voor het eerst in 1360 in geschreven documenten aangetroffen.

## Literatuur

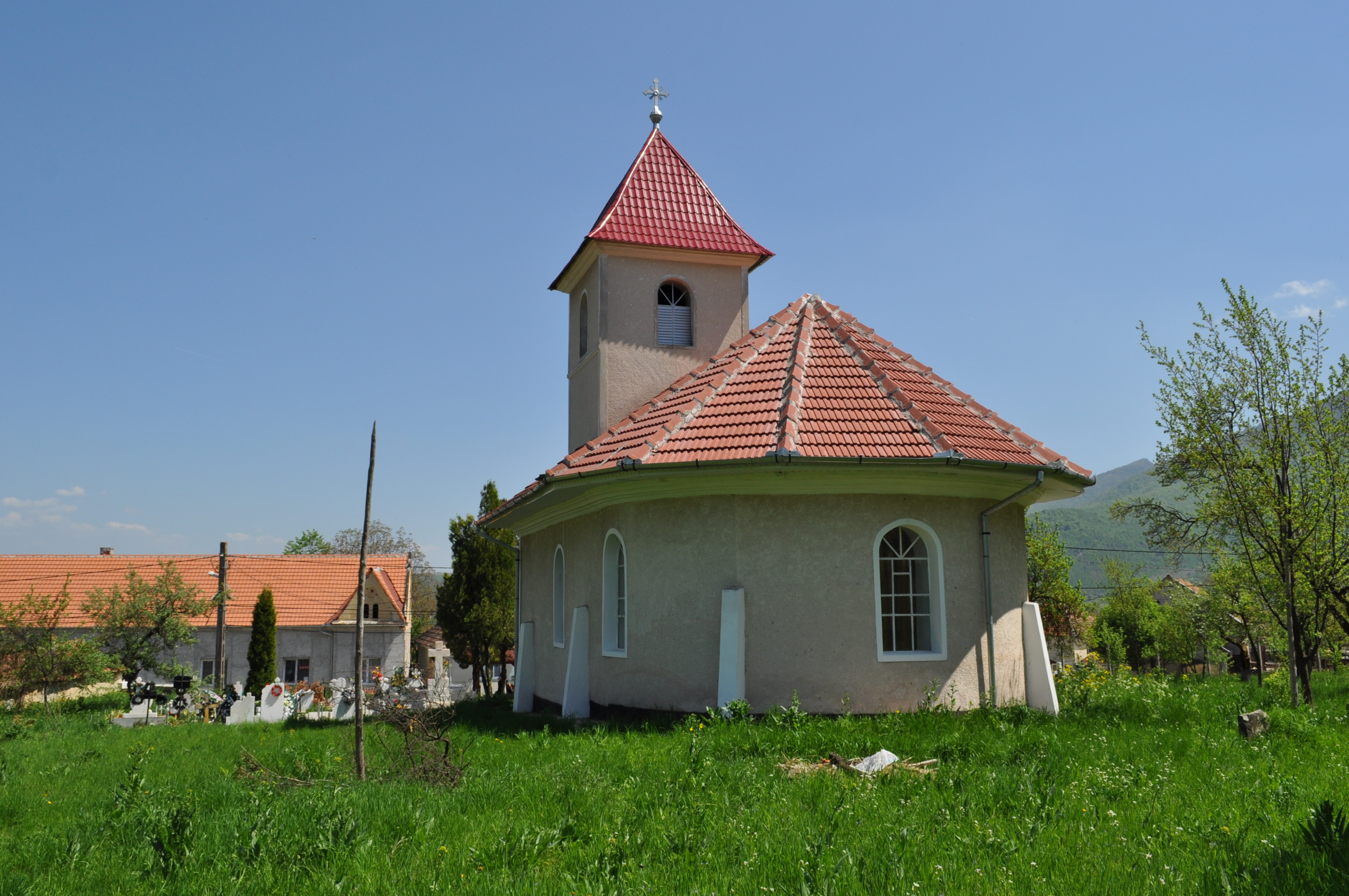
Kerk